# Temnoscheila sulcifrons
Temnoscheila sulcifrons is een keversoort uit de familie schorsknaagkevers (Trogossitidae). De wetenschappelijke naam van de soort werd in 1891 gepubliceerd door David Sharp.